# Selaginella grallipes
Selaginella grallipes là một loài dương xỉ trong họ Selaginellaceae. Loài này được Alston mô tả khoa học đầu tiên.